# 土屋晴乃
土屋 晴乃（つちや はるの、1979年1月24日 - ）は、東京都世田谷区出身のタレント、フリーアナウンサー、映画ライター、シネマコメンテーターである。旧姓が土屋であるが、結婚後の本名は活動には使用していない。
主に関東ローカルテレビ番組のキャスターやお天気お姉さん、リポーターとして活躍する。シネマコメンテーターとしてのテレビ出演や、タレントとしてCM出演するほか、雑誌やWebサイトで連載するなど執筆業も積極的に行っていて、ライターとしての顔も持つ。著書は3冊あり、内容は主に映画についてである。
2010年（平成22年）3月からドイツ・ベルリン在住。
2017年アメリカ永住権を取得して2月からシアトル郊外に移住。

## 経歴
- ロイヤル・ホロウェイ校（ロンドン大学）ディプロマ修了。
- クイーン・メアリー校(ロンドン大学)映画・コミュニケーション学研究科修士課程修了。
- ライムライト所属。
- 2009年7月5日、ボストン・コンサルティング・グループ勤務の戸倉鉄兵[1] と結婚。同年12月から夫の赴任先[1] のベルリンに移る。

## 人物
- 血液型A型。身長160cm。
- 3歳からエレクトーンを習い、7歳からピアノに転向。中学3年まで習っていたらしいがクラシックには疎く、ピアノの練習が嫌いだったとブログで語る。
- 長く続いた習い事は書道と英会話。書道は小学1年から高校3年まで習っていた。
- 素人時代、成人式が終わった渋谷公会堂前で友人や母親と記念撮影をしていると、コカ・コーラのCM撮影をしているENGクルーに声をかけられ、晴れ着でコカ・コーラのビンを持ちながら飲むシーンの撮影をした、というエピソードをブログに掲載していた。OAされたかはどうかは記されていない。
- 好きな芸能人はニコラス・ケイジ。容姿ではなく演技力と目に惹かれている。
- 好きな歌手はクレイグ・デイヴィッドで、デビュー当時からのファン。来日公演する際には必ずコンサートに足を運んでいる。ブログでは何度も彼のアルバムや曲が紹介されている。
- 学生時代、お笑い芸人のエド・はるみからパソコンを習っていた。これはチバテレビ『朝まるJUST』の川柳のコーナーや自身のブログでも触れていた。
- DVDコレクションが300本を超えている。
- 夫は小・中学校時代をベルギーで過ごした帰国子女である。
- 2010年（平成22年）6月にイタリアのアマルフィで結婚式と披露宴を開く。ブログにはウェディングドレス姿の写真が掲載。「週刊新潮」2010年7月22日号の結婚欄にインタビュー記事と、夫とツーショットの写真が掲載された[1]。
- 人間国宝の琉球古典音楽三線保持者、勝連盛重を曾祖父にもつ。
- 母方の大叔父は東京の国会記者で、外務省の記者クラブに所属していた1969年（昭和44年）に当時の首相 佐藤栄作から、イギリスのマーガレット王女との晩餐会の招待状を送られ、この晩餐会に日本人記者代表で出席した。
- 義父は、元小松製作所役員、元小松ゼノア（現コマツユーティリティ）社長の戸倉幸男。
- 義理の叔父に最高裁判所裁判官の戸倉三郎がいる。

- 2004年（平成16年）から務めているオリックス・クレジットのホームページのナビゲーターが、芸能界デビューだった。
- 留学経験を生かして、専門の映画と英語を軸に本を執筆出版している。これまでに出版した著書は「ようこそ土屋名画座へ」スタジオセロ出版（2007年4月発売）、「シネマで英語!〜映画100選・使えるセリフ〜」春日出版（2008年1月発売）、「土屋晴乃が選ぶ女のドラマ ラブストーリーBEST」HK INTERNATIONAL VISION（2009年7月発売）。
- 実業之日本社発行の女性月刊誌「MISTY」（毎月17日発売）や、CS GyaO最新映画ナビのウェブサイト上（毎週月曜日更新）でも土屋晴乃の映画ブログがあり、現在連載中である。
- 海外志向が強いようで、海外旅行の経験も豊富であり、渡航歴はおよそ30カ国にのぼる。小学校1年生からECCに通い、高校時代にはオーストラリアのアデレードにも留学している。
- 2009年（平成21年）6月23日付の読売新聞夕刊に、独立UHFテレビ局のカラオケ番組特集記事「独立U局 カラオケが長い人気」にテレ玉「カラオケいちばん」の司会者として、吉村明宏とともに写真付で掲載された。
- 吉村明宏には可愛がられていたようで、吉村の家族全員と食事に行ったことがある。また吉村のマネージャーの結婚パーティーにも出席している。
- TBSの気象番組に出演していた2006年から2008年に気象予報士の岡山裕子、三ヶ尻知子などと親しくなり、定期的な交流がある。
- 2009年（平成21年）7月5日に自身のブログで結婚報告をするとともに、2010年（平成22年）から夫の仕事の関係でドイツ・ベルリンに引っ越す事、将来は母親になりたい希望があることを記載した。しかし、翌日にはベルリンに移住する内容部分以下全て削除された。
- 2010年（平成22年）3月末にそれまで持っていた全てのレギュラー番組を降板して、現在ベルリン在住である。
- 2010年（平成22年）10月頃から、BUYMAという日本最大級のファッション通販サイトでセレクトショップを始めている。ブログには時折、出品商品が紹介されている。扱う商品は主にヨーロッパのブランドで、ドイツの他、イギリス、イタリア、フランスなどのショップで買い付けをしている。
- ベルリンが拠点となってから、世界三大映画祭（カンヌ映画祭、ヴェネツィア映画祭、ベルリン映画祭）を訪れて現地からブログでリポートしている。
- 2011年7月、妊娠中であることをブログで発表。11月に長女出産。
- 2015年1月、長男出産。

## 出演経歴

### テレビ
これまでの主な出演番組
- TBS 「森田の新春天気!!」中継リポーター （2007年1月）
- TBS 「森田の新春天気!!」（2008年1月）
- TBS 「関東地方あしたのお天気」キャスター（2006年4月 - 2008年3月）
- フジテレビ「映画の達人 Filmania」第38回「Dramania2」ゲスト出演 （2009年3月）
- 日テレG+ 「ビジネスフロンティア」リポーター
- Bs12（トゥエルビ） 「大自然の国カナダで生まれた輸入住宅」リポーター
- Bs12「今、資源に注目!!“金”“プラチナ”で資産運用」リポーター
- 東京MXテレビ「ねっとれウォッチ」シネマコメンテーター（2006年 - 2007年）
- 東京MXテレビ 「Fascino Girl」キャスター / シネマコメンテーター （2004年）
- 東京MXテレビ 「ヘリコプターオーナーの楽しみ方〜大人の休日〜」リポーター
- チバテレビ「朝まるJUST」キャスター（チバテレビ・テレ玉・tvk 3局ネット毎週水 - 金担当。2008年4月2日 - 2009年10月2日）
- テレビ埼玉 「カラオケ1ばん」司会（2007年4月 - 2010年3月）
- 群馬テレビ 「ビジネスジャーナル」コーナーリポーター （2004年 - 2007年）
- とちぎテレビ 「とちぎ発!旅好き!」リポーター（2005年4月 - 2008年3月）
- とちぎテレビ 英語教育番組「耳えいご耳」英語進行キャスター
- Act On TV 「土地なしでも始められるアパート経営の秘訣」 リポーター
- Act On TV 「賢者の資産運用塾」 キャスター
- チャンネルNECO「おすぎが徹底ナビゲート!『ライラの冒険 黄金の羅針盤』公開記念特番〜この春、運命の少女が世界を変える〜」 司会
- サイエンスチャンネル「Message From Scientists」キャスター（不定期で出演）
- J:COM「テレビ広報ちょうふ」キャスター（2008年4月 - 2010年3月）
- J:COM湘南「Hometown湘南」キャスター（2009年4月 - 2010年3月）

他多数

### CM・インフォマーシャル
- テレビ東京 「ワールドビジネスサテライト」内インフォマーシャル『大鵬薬品 ソルマック』ナビゲーター
- TBS「学研」インフォマーシャル ナビゲーター
- 日本テレビ 「イオングループ・24時間テレビチャリティー募金」ナビゲーター
- 日本テレビ「コカコーラ」ナビゲーター（2009年3月）
- NHK「地域応援キャンペーン」 リポーター役
- タカラレーベン 「レーベンスクエアー・リハート東京」
- 花王 「ヘルシア緑茶」香川照之の同僚OL役として出演 （2005年4月 - 9月）

### インターネット
- GyaO MIDTOWN TV 「えみりジェンヌ」シネマナビゲーター
- KABU24.TV 「週刊マーケット・ナビ」 キャスター （2007年1月 - 2009年9月）
- KABU24.TV 「株式入門講座 3分ラーニング」 キャスター （2007年1月 - 2009年9月）
- インプレスTV 「高橋敏也のデジモノ極め物」
- インプレスTV 「Adobe Premiere Elementsでプロなみムービーに挑戦」アシスタントキャスター
- オリックス・クレジット WEBサイト 「オリックスVIPローンカード」ナビゲーター （2004年7月頃 - ）
- 三菱地所 WEBサイト 「"パークハウス要町"紹介」 リポーター
- マイナビ「3分で分かる就活ニュース」キャスター（2009年6月 - 2010年3月）
- 音事協「HIT IT! エンタメプラス+」ゲストシネマコメンテーター（2012年2月）

### ラジオ
- InterFM76.1MHz「相田ひさとのヒューマン・ナレッジ Human Knowledge」ゲスト出演

### モデル
- オリックス・クレジット （インターネット・紙媒体キャラクター） （2004年 - 現在）
- フジスタッフ （広告・紙媒体・看板 イメージモデル）（2005年 - 2007年）

### VP
- 財団法人日本建設情報総合センター「待ち時間のイライラ解消! 踏切遮断時間表示システム」 キャスター
- 財団法人全国法人会総連合「平成19年度・税制改正のポイント〜税正改正のあらまし〜」 ナビゲーター
- 大和投資信託「大和投資信託〜大和ストックインデックス225ファンド〜」キャスター（全国575ヶ所の郵便局で放映）
- 三井住友海上「基本サイクル研修」 キャスター
- キヤノン「JGAS2004 キヤノンイベントブース映像」 リポーター
- 日産自動車「日産自動車〜キャラバン紹介〜」アシスタントMC
- 第一製薬・キッセイ薬品「第一製薬・キッセイ薬品共同開発"ユリーフ "」ナビゲーター
- ホーチキ株式会社「火災報知機」 キャスター・ナレーション
- 資生堂・ワコール「共同開発製品」 キャスター・ナレーション
- JFEスチール「J-smile説明」 キャスター
- UR都市機構「研究学園葛城」 リポーター
- フィールズ株式会社「パチスロ機器・トゥームレイダー紹介DVD」キャスター・インタビューアー

その他多数

## 著書
- 「ようこそ土屋名画座へ」スタジオセロ出版（2007年4月発売） ISBN 978-4-903082-46-2
- 「シネマで英語!〜映画100選・使えるセリフ〜」春日出版（2008年1月発売） ISBN 978-4-86321-030-1
- 「土屋晴乃が選ぶ女のドラマ ラブストーリーBEST」HK INTERNATIONAL VISION（2009年7月発売） ISBN 978-4-904439-24-1

## 執筆・連載
- Fascino季刊誌 "Fascino Cinemaページ"
- 実業之日本社「MISTY」【土屋晴乃のLove English!】連載（2008年4月 - 2010年3月）
- CS GyaO最新映画ナビ【土屋晴乃のシネマグラス】連載中（2006年9月頃 - ）
- 小学館「美レンジャー」連載中（2011年7月‐）
- マガジンハウス「an・an」（No.1786）企画ページ「第1回ananシネマ検定にトライ-日本映画-」執筆（2011年12月7日発売）
- 学研教育出版「DISNEY BABY」子供向けディズニー映画 インタビュー＆監修記事（（P.20-25）（2013年4月発売）